# Готье, Сирил
Сирил Готье (фр. Cyril Gautier; род. 26 сентября 1987, Плуагат, департамент  Кот-д’Армор, Бретань, Франция) — французский профессиональный шоссейный велогонщик, выступающий c 2019 года за команду «B&B Hotels-KTM».

## Достижения
2007
- 3-й - GP de la Ville de Rennes
- 8-й на Туре Финистера

2008
- 1-й   Чемпион Европы по шоссейному велоспорту в групповой гонке (U23)
- 1-й на этапе 2 Kreiz Breizh Elites
- 2-й на Grand Prix de Plumelec-Morbihan
- 6-й на Чемпионате мира по шоссейному велоспорту в групповой гонке (U23)
- 6-й на Grand Prix d'Isbergues
- 7-й на Trophée des Grimpeurs

2009
- 6-й на Grand Prix de Plumelec-Morbihan
- 7-й на Туре Лимузена – ГК
- 9-й на Circuit de Lorraine – ГК

2010
- 1-й на Route Adélie
- 3-й на Classic Sud-Ardèche

2011
- 3-й на Classic Sud-Ardèche
- 5-й на Boucles de l'Aulne
- 6-й на Этуаль де Бессеж - ГК
- 6-й на Grand Prix d'Ouverture La Marseillaise

2012
- 1-й  на Критериум Интернациональ — МК
- 1-й  на Ronde des Korrigans

2013
- 1-й на Туре Финистера
- 5-й на Этуаль де Бессеж – ГК

2014
- 4-й на Туре Лимузена – ГК
  - 1-й на этапе 2
- 4-й на Гран-при Плуэ
- 6-й на Париж — Ницца – ГК
- 6-й на Classic Sud-Ardèche
- 7-й на Туре дю От-Вар – ГК
- Приз самому агрессивному гонщику на этапе 16 Тур де Франс

2015
- 4-й на La Drôme Classic
- 6-й на Этуаль де Бессеж – ГК

2016
- 1-й на Париж–Камамбер
- 1-й  на Туре Средиземноморья — ГрК

2017
- Вуэльта Валенсии
  - 1-й  - в СК
  - 1-й  - в ГрК
- 1-й на этапе 3 Тура Лимузена
- 2-й на Route Adélie
- 5-й на Trofeo Laigueglia

| ГК  | Генеральная классификация  |
| СК  | Спринтерская классификация |
| ГрК | Горная классификация       |
| МК  | Молодёжная классификация   |

### Гранд-туры
| Гонка           | 2010 | 2011 | 2012 | 2013 | 2014 | 2015 | 2016 | 2017 |
| --------------- | ---- | ---- | ---- | ---- | ---- | ---- | ---- | ---- |
| Джиро д'Италия  | —    | —    | —    | —    | —    | —    | —    | —    |
| Тур де Франс    | 45   | 43   | 61   | 32   | 25   | 34   | 68   | 48   |
| Вуэльта Испании | —    | —    | —    | —    | —    | 58   | —    | —    |

| —  | Не участвовал  |
| НФ | Не финишировал |